# Усачев, Руслан
Русла́н Уса́чев (настоящее имя — Русла́н Эдуа́рдович Вихля́нцев; род. 20 мая 1989, Ленинград, СССР) — российский видеоблогер, ведущий, путешественник, художник и организатор фестивалей.
Является ведущим и сценаристом тревел-шоу «Пора валить!», а также основателем и организатором всероссийского национального фестиваля видеоблогеров «Видфест». Состоит в YouTube-проекте «КликКлак». Бывший участник медиапортала «„Спасибо“, Ева!».

## Биография
Руслан Вихлянцев родился 20 мая 1989 года в Ленинграде (ныне — Санкт-Петербург). В 1992 году вместе с матерью и отчимом, геологами по специальности, переехал в Норильск (Красноярский край). Окончив гимназию № 7, Руслан вернулся в Санкт-Петербург и поступил в СПбГИК на факультет медиадизайна. Поработав 3 месяца по специальности, понял, что такая работа ему не интересна.
На протяжении 2010-х годов Руслан жил в Санкт-Петербурге, где занимался видеоблогингом. В июне 2021 года Руслан опубликовал на своём YouTube-канале видео с названием «Пора валить из России», где сообщил о будущих планах переезда из России. В эфире телеканала «Дождь», Руслан заявил, что первым делом он отправится в такие страны, как Хорватия, Сербия и Черногория. В итоге, первой страной для проживания стала Черногория. Следующими странами для проживания стали Казахстан, Венгрия, Италия, Франция, Шри-Ланка, Финляндия, Швеция, ОАЭ и Бразилия. После начала вторжения России на Украину в 2022 году Руслан уехал жить на неопределённый срок в Дубай, но уже в мае того же года он вернулся в Россию по причине «нерешённых вопросов».

## Творчество
С 2010 года Руслан начинает деятельность на YouTube, в Твиттере и Instagram.
В марте 2010 года создал свой YouTube-канал с названием «Руслан Усачев».

### «Вредное кино»
С 2010 по 2020 год на YouTube-канале Руслана выходила рубрика «Вредное кино». Эта рубрика представляла собой разбор российских фильмов сомнительного или среднего качества в сатирической форме.

### «UsachevToday»
В 2011 году выходит первое видео из рубрики «UsachevToday», которую снимает Руслан. В этой рубрике он с юмором рассказывает о событиях и новостях в России и мире за последнее время.

### «„Спасибо“, Ева!»
На YouTube-канале «„Спасибо“, Ева!» Руслан вёл свою рубрику под названием «#twitota», состоящей из 31 выпуска. В этой рубрике Руслан в юмористической форме обозревал твиттер-аккаунты различных пользователей.

### «Пора валить!»
С 2012 на YouTube-канале Руслана выходит тревел-шоу «Пора валить!». В этом шоу блогеры Руслан Усачев и Михаил Кшиштовский, а также оператор Кир Агашков путешествовуют по всему миру и показывают различные города в формате развлекательного скетч-шоу. Ведущие рассказывают о достопримечательностях, общепите, транспорте и других элементах городской жизни. В 2021 году после продолжительной заморозки проекта был начат пятый сезон шоу. Михаил Кшиштовский не принимал участие в съёмках нового сезона.

### «Оскорбление чувств верующих»
В 2014 году Руслан выпустил 4 выпуска своего авторского фильма «Оскорбление чувств верующих», в котором он рассказал о проблемах клерикализации в современной России. Руслан ожидал, что за подобный многосерийный фильм его оштрафуют по закону об оскорблении чувств верующих и поэтому начал кампанию по сбору денег. Штрафа так и не последовало, поэтому Руслан вложил пожертвования в развитие своего YouTube-канала.

## Карьера и общественная деятельность
В 2014 году Руслан был соведущим Данилы Поперечного в стендап-туре «Без мата».
С 2015 по 2018 год Руслан Усачев проводил фестиваль «Видфест».

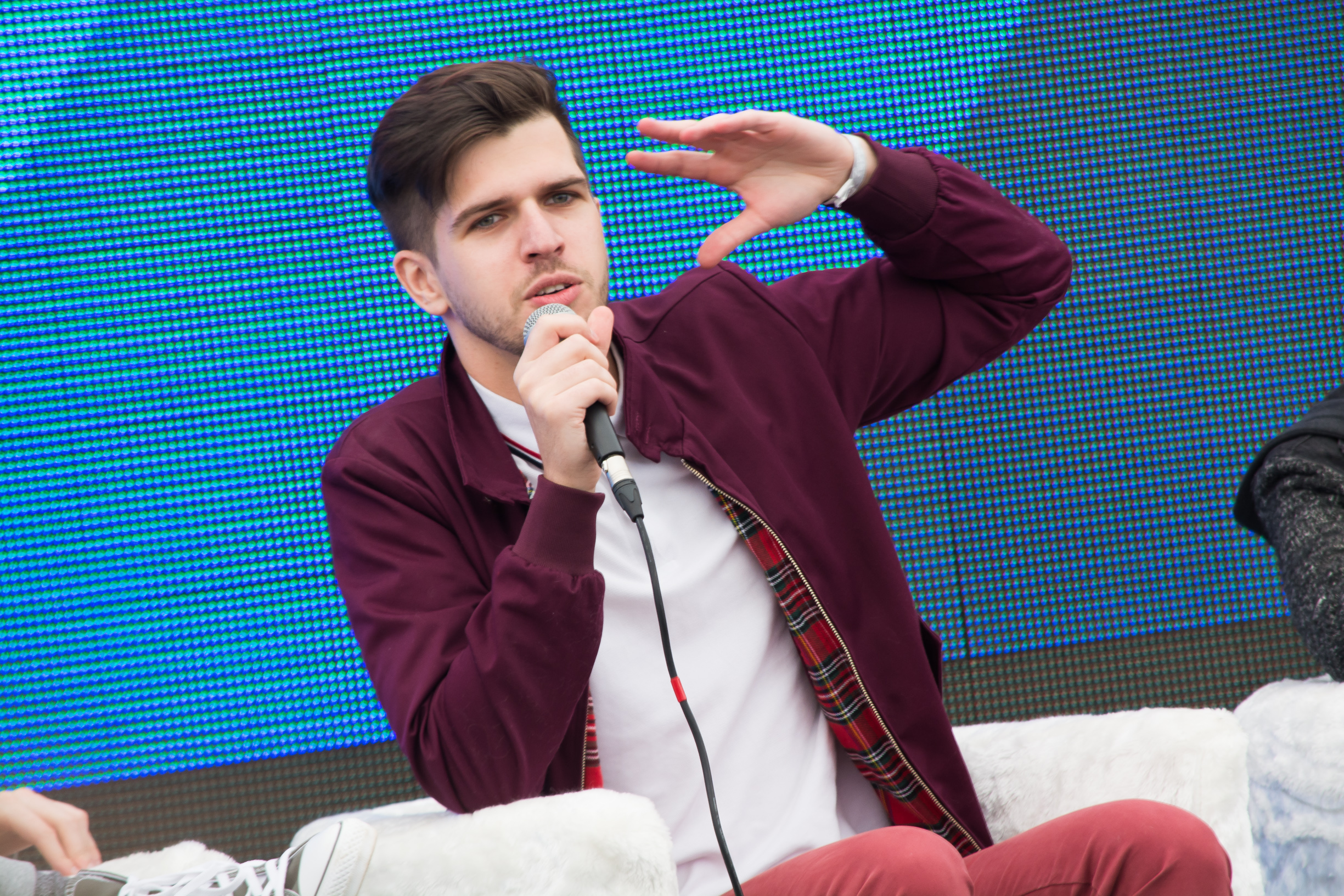
Руслан на фестивале «Видфест» в Санкт-Петербурге (2016 год)

С 2016 года Руслан участвует в проекте «КликКлак» и периодически появляется в видео на канале этого проекта. Являлся шоураннером «КликКлак Шоу».
В 2017 году Руслан Усачев, совместно со своим другом и соведущим по тревел-шоу «Пора валить!» Михаилом Кшиштовским, посетил шоу «Вечерний Ургант».
В сентябре 2019 года Руслан принял участие в литературных чтениях «Сядь за текст», организованных рэпером Оксимироном — Руслан в прямом эфире зачитал строки из книги «Рабство нашего времени» за авторством Льва Толстого. В этом же году Руслан пожертвовал один миллион рублей в пользу благотворительной организации «Ночлежка».
Также в 2019 году Руслан принял участие в съёмках документального мини-сериала «Холивар. История Рунета».
Руслан неоднократно принимал участие в съёмках клипов Little Big на песни: «Hypnodancer», «Skibidi: Romantic Edition», «Life In Da Trash».
В сентябре 2021 года на канале «вДудь» вышло интервью с участием Руслана.
9 июня 2023 года на канале СТС состоялась премьера телеверсии интернет-проекта «КликКлак шоу». Шоураннером и ведущим телеверсии «КликКлак шоу» стал Руслан Усачев.

## Курьёзы
В 2011 году Руслана пригласили на конференцию с президентом Российской Федерации Дмитрием Медведевым. На этой конференции Руслан попросил Медведева подписаться на его аккаунт в Twitter, на что тот согласился и в итоге выполнил своё обещание.
В 2016 году за шутку про полуостров Крым в Твиттере Служба безопасности Украины внесла Руслана в Перечень лиц, создающих угрозу национальной безопасности Украины, тем самым запретив ему въезд на территорию страны. По словам Руслана, въезд на Украину для него должен был открыться в 2021 году.

В августе 2019 года Руслан выпустил видео на своём YouTube-канале о том, как он заказал экспресс-дизайн логотипа для тревел-шоу «Пора валить!» в Студии Артемия Лебедева за 100 000 рублей. Результат работы студии вызвал много критики от Руслана и его зрителей, что вызвало ответную реакцию и от основателя этой студии Артемия Лебедева. В октябре того же года после неудачного опыта с первым дизайном логотипа Руслан заказал вторую его версию по программе экспресс-дизайна за 100 000 рублей и выпустил об этом видео на своём YouTube-канале. На этот раз Руслан оставил положительный отзыв о новом логотипе.

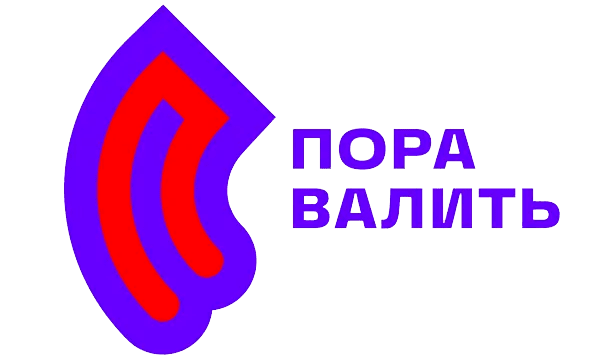
Второй логотип «Пора валить», разработанный Студией Артемия Лебедева

## Критика
Многосерийный проект Руслана «Оскорбление чувств верующих» был раскритикован частью его аудитории за то, что название проекта не соответствовало содержанию. Если сам проект должен был повествовать о религии, то в действительности в нём обсуждалась РПЦ. Другие же отмечали, что в проекте Руслана есть недосказанности, проблемы со ссылками на источники и фактчекингом.

## Награды и премии
- Номинант премии «Men of the Year 2021» журнала GQ в категории «Лицо с экрана»[39].
- Номинант «National Geographic Traveler Awards 2019»[40].
- По мнению журнала «Собака.ru», в 2012 году Руслан Усачев вошёл в число пятидесяти самых знаменитых людей Санкт-Петербурга, а также стал победителем в номинации «Стартап года»[41].
- Лауреат российской премии «Лайк-2015»[42].